# 奧韋特 (密西西比州)
奧韋特（英語：Ovett）是位於美國密西西比州瓊斯縣的普查規定居民點。

## 人口
根據2020年美國人口普查的數據，奧韋特的面積為4.51平方千米，當中陸地面積為4.49平方千米，而水域面積為0.02平方千米。當地共有人口183人，而人口密度為每平方千米40.58人。